# Magabula
Magabula fou una ciutat del Pont Polemoníac a la via entre Comana i Nicòpolis, a uns 30 km d'aquesta. També és esmentada per Claudi Ptolemeu com a Megalula (Μεγάλουλα). El seu lloc exacte es desconeix.